# 安昌浩纪念馆
岛山安昌浩纪念馆（：／）是位于韩国首尔江南区新沙洞岛山公园内的博物馆，用于纪念韩国独立运动政治家安昌浩。博物馆建於1998年，正值安昌浩诞辰120周年和去世60周年。

## 参阅
- 韩国博物馆列表